# Blysmus
Blysmus Panz. ex Schult.  é um género botânico pertencente à família Cyperaceae.

## Sinônimo
- Blysmopsis Oteng-Yeb.

## Espécies
- Blysmus bifolius
- Blysmus bonanni
- Blysmus brevifolius
- Blysmus compressus
- Blysmus distichus
- Blysmus exilis
- Blysmus mongolicola
- Blysmus rufus
- Blysmus sinocompressus
- Blysmus tenuis